# Tectiviridae
Tectiviridae és una família de virus que dins la classificació de Baltimore es troba en la classe 1. Infecten bacteris gramnegatius
Els càpsides no estan embolcallats i tenen un diàmetre de 63 nm amb estructura icosaèdrica.